# Zidul Berlinului

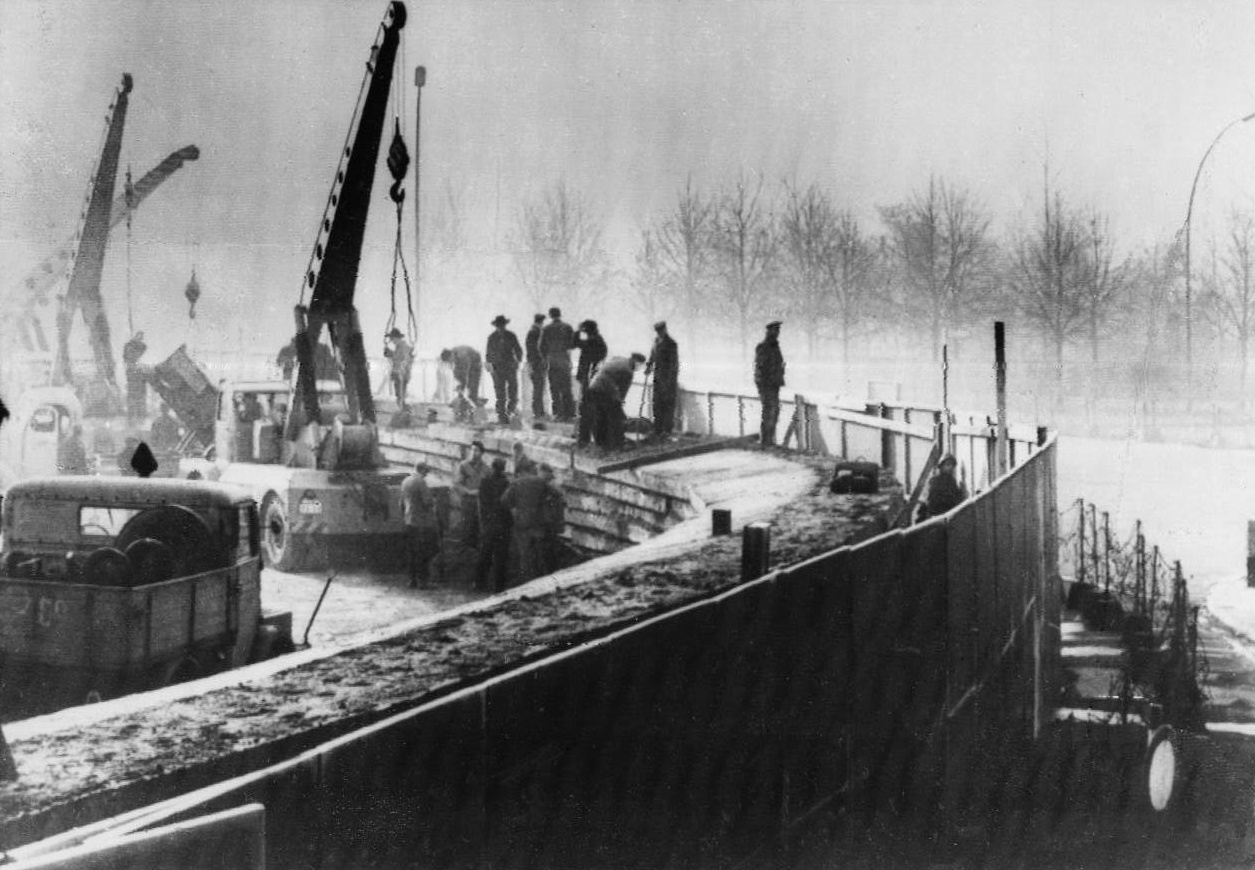
Muncitorii est-germani ridicând Zidul Berlinului, 20 noiembrie 1961

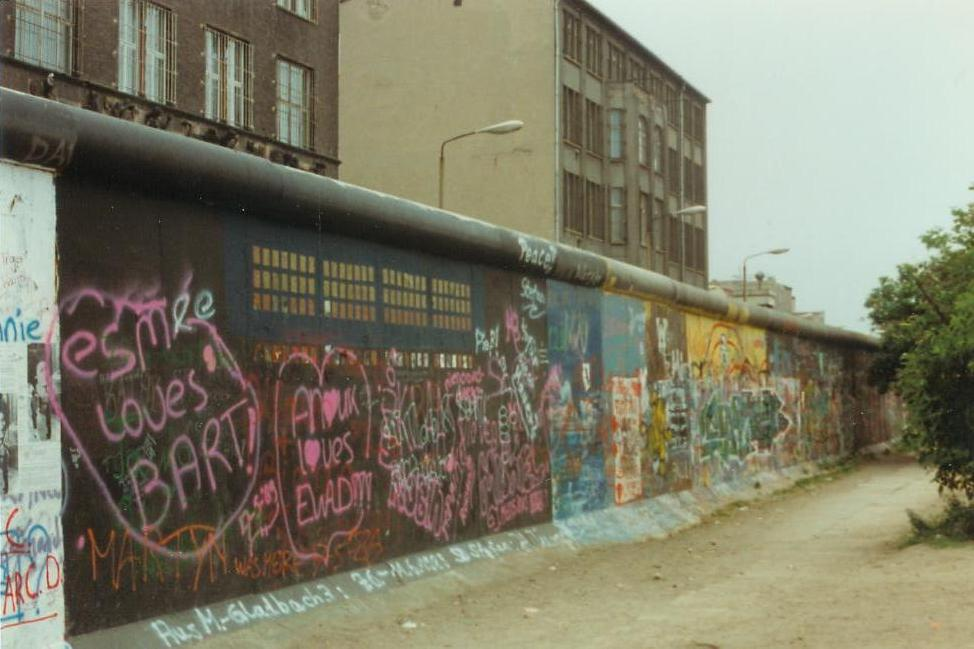
În ultima fază de dezvoltare a zidului, "fâșia morții" dintre gardul de sârmă ghimpată și zidul de beton ofereau grănicerilor un câmp de tragere liber pe distanțe lungi asupra potențialilor fugari răsăriteni.

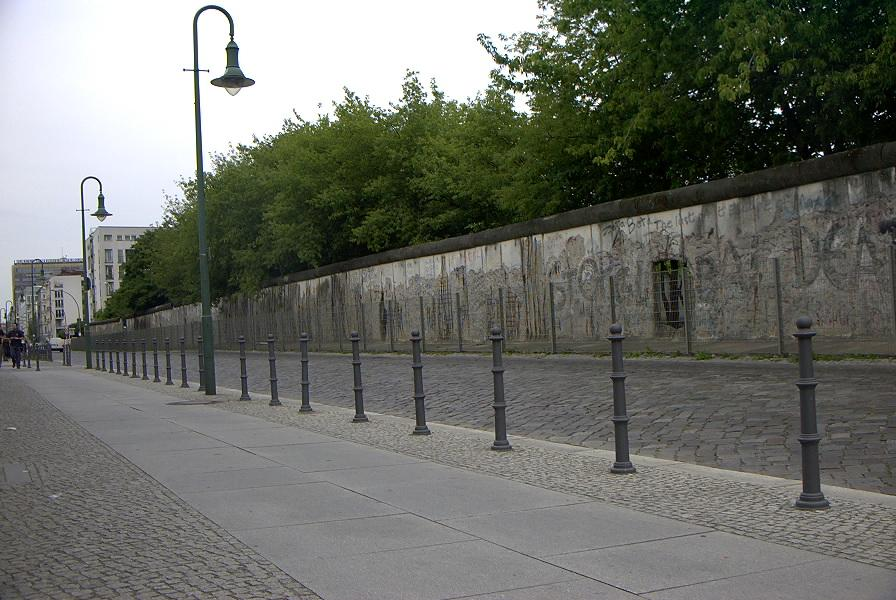
Rămășiță a Zidului Berlinului lângă Piața Potsdamer (iunie 2003)

Harta Berlinului de Vest și cel de Est, punctele de trecere a frontierei, rețelele de metrou
(harta interactivă)

Zidul Berlinului (în limba germană: Berliner Mauer), un simbol al Războiului Rece, a fost construit, inițial, pe 13 august 1961 și a fost demolat în săptămânile de după 9 noiembrie 1989. Parte a Cortinei de Fier, Zidul Berlinului a fost cea mai cunoscută parte a frontierelor RDG-ului. Zidul a rezistat până la 9 noiembrie 1989.
Conceput de administrația liderului comunist al Germaniei Răsăritene, Walter Ulbricht, și aprobat de liderul sovietic Nikita Hrușciov, zidul a constituit o barieră de separare între Berlinul Occidental și Republica Democrată Germană timp de aproape 28 de ani. A fost construit în perioada postbelică, (perioadă în care Germania a fost divizată), în efortul de a stopa consecințele scurgerii de forță de muncă și pierderilor economice asociate cu migrația zilnică a unui mare număr de profesioniști și lucrători calificați între Est și Vest. Existența timp de aproape trei decenii a Zidului a provocat scăderea semnificativă a emigrației (evadați - "Republikflucht" în germană): de la 2,5 milioane, în perioada 1949 – 1962, la numai 5.000 - între 1962 și 1989.
Crearea Zidului Berlinului a fost un dezastru propagandistic pentru Germania Răsăriteană și pentru blocul comunist ca un tot întreg. Zidul a reprezentat un simbol al tiraniei comuniste, insistent afișat în lumea occidentală, în special după împușcarea, intens mediatizată de mass media occidentale, a câtorva evadați. Liberalizarea politică de la sfârșitul deceniului al nouălea, asociată cu declinul Uniunii Sovietice, a dus la relaxarea restricțiilor la trecerea frontierei est-germane, care au dus, în cele din urmă, la demonstrații de masă și căderea guvernului comunist. În momentul când a fost dat publicității, la 9 noiembrie 1989, un decret al oficialităților est-germane care permitea trecerea liberă a frontierei, mase uriașe de est-berlinezi s-au apropiat de zid și, în cele din urmă, au traversat prin toate punctele de trecere, unindu-se, într-o atmosferă sărbătorească, cu mulțimea din Berlinul Occidental. După câteva săptămâni, Zidul a fost, în cele din urmă, distrus în totalitate, căderea acestei bariere fiind primul pas către reunificarea Germaniei, care a fost încheiată, în mod oficial, pe 3 octombrie 1990.

## Fundalul istoric

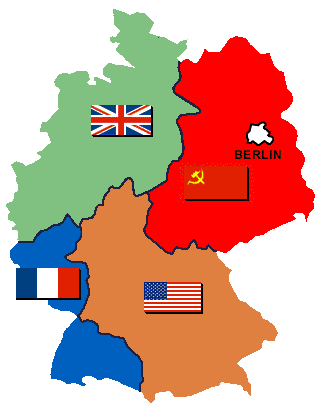
Zonele de ocupație în Germania, la 1945

După sfârșitul celui de-al Doilea Război Mondial în Europa, Germania a fost divizată în patru zone de ocupație. Vechea capitală a Germaniei, Berlinul, ca sediu al Comisiei Aliate de Control, a fost împărțită în patru zone de ocupație corespunzătoare. Deși, la început, intențiile puterilor învingătoare erau de a guverna împreună Germania în granițele stabilite în anul 1947, izbucnirea Războiului Rece a făcut ca zonele de ocupație franceză, britanică și americană să fie unite în Republica Federală Germania, în 1949. Ca ripostă, în zona de ocupație sovietică a Berlinului avea să fie proclamată, în același an, Republica Democrată Germania, cu capitala în Berlinul Răsăritean.

### Dezvoltarea separată a statelor germane
Începând din 1948, Germania Occidentală s-a dezvoltat ca o țară capitalistă vestică, cu o economie socială de piață ("Soziale Marktwirtschaft") și cu o viață politică autentic democratică – parlamentară. Creșterea economică neîntreruptă de 30 de ani, începută în deceniul al șaselea, a dus la "miracolul economic". În interiorul granițelor sale, Germania Răsăriteană a fost guvernată de un guvern autoritar, modelat după cel sovietic, care a aplicat în economie sistemul economiei planificate centralizat. În vreme ce Germania Răsăriteană a devenit cea mai bogată și dezvoltată țară din blocul răsăritean, mulți dintre cetățenii ei priveau la prosperitatea economică și libertatea politică din vest. Fuga numeroșilor cetățeni est-germani către țări necomuniste via Berlinul Occidental a dus la edificarea, în 1961, a sistemului frontierelor RDG, din care Zidul era parte integrantă.

### Emigrația masivă
Din 1949 până în 1961, un mare număr de persoane, de la personalul cu studii superioare la muncitorii calificați, ("Grenzgänger"), migra dinspre estul spre vestul Berlinului, în principal, datorită reconstrucției din vest, susținută de fondurile Planului Marshall. Într-o singură zi, de exemplu, întreaga catedră de matematică a Universității din Leipzig a părăsit RDG-ul. În plus, numeroși vest-berlinezi traversau granița în răsărit pentru a-și face cumpărăturile în magazinele cu prețuri subvenționate de stat, unde prețurile erau mult mai mici decât în vest. Această secătuire a resurselor umane și economice amenința Germania Răsăriteană cu colapsul economic. Acest fapt avea repercusiuni în întreg blocul răsăritean și, în special, în Uniunea Sovietică, care subvenționa economia est-germană și care, la rândul ei, trebuia să asigure plata despăgubirilor de război către URSS și Polonia.

### Propunerile pentru edificarea unei bariere
Impulsul pentru crearea Zidului Berlinului a venit de la liderul est-german Walter Ulbricht, iar inițiativa a fost aprobată de conducătorul URSS Nikita Hrușciov, cu anumite rezerve. Propunerile lui Ulbricht pentru o a doua blocadă aeriană a Berlinului de Vest au fost respinse de sovietici, în timp ce Zidul trebuia construit numai din sârmă ghimpată. Dacă occidentalii ar fi încercat să forțeze bariera, est-germanii ar fi trebuit să dea înapoi, fără a deschide focul, sub nici un motiv.

## Începerea construcției în 1961
Construirea a 45 de kilometri de bariere în jurul celor trei sectoare occidentale a început duminică 13 august 1961 în Berlinul Răsăritean. În acea dimineață, zona de frontieră a fost securizată de trupele de grăniceri est-germani. Bariera a fost construită de soldații și muncitorii est-germani, fără implicarea directă a sovieticilor. Zidul a fost construit numai pe teritoriul est-german, constructorii asigurându-se că nu ating în nici un punct teritoriul vest-berlinez. Străzile care se întindeau de-a lungul traseului barierei au fost baricadate pentru a împiedica trecerea a oricărui vehicul și a fost ridicat un gard de sârmă ghimpată, care, mai târziu, a fost transformat într-un zid în toată regula. Bariera a divizat, fizic, orașul și a încercuit, practic, Berlinul Occidental. În timpul construcției, soldații Armatei Naționale Populare (NVA) și ai Grupurilor de luptă ale clasei muncitoare (KdA) au păzit zona, având ordine clare pentru împușcarea oricărui individ care ar fi încercat să fugă în Vest. Mai târziu, zona Zidului a fost întărită cu ziduri, câmpuri minate și alte instalații de siguranță.

### Efectele imediate
Numeroase familii au fost despărțite. Mulți est-germani au fost opriți să-și mai desfășoare activitatea în Berlinul Occidental, pierzându-și o valoroasă sursă de venit. Berlinul Occidental a devenit o enclavă aproape total izolată într-un teritoriu ostil. Vest-berlinezii au demonstrat, în frunte cu primarul lor, Willy Brandt, împotriva zidului, criticând cu vigoare Statele Unite pentru lipsa de reacție.

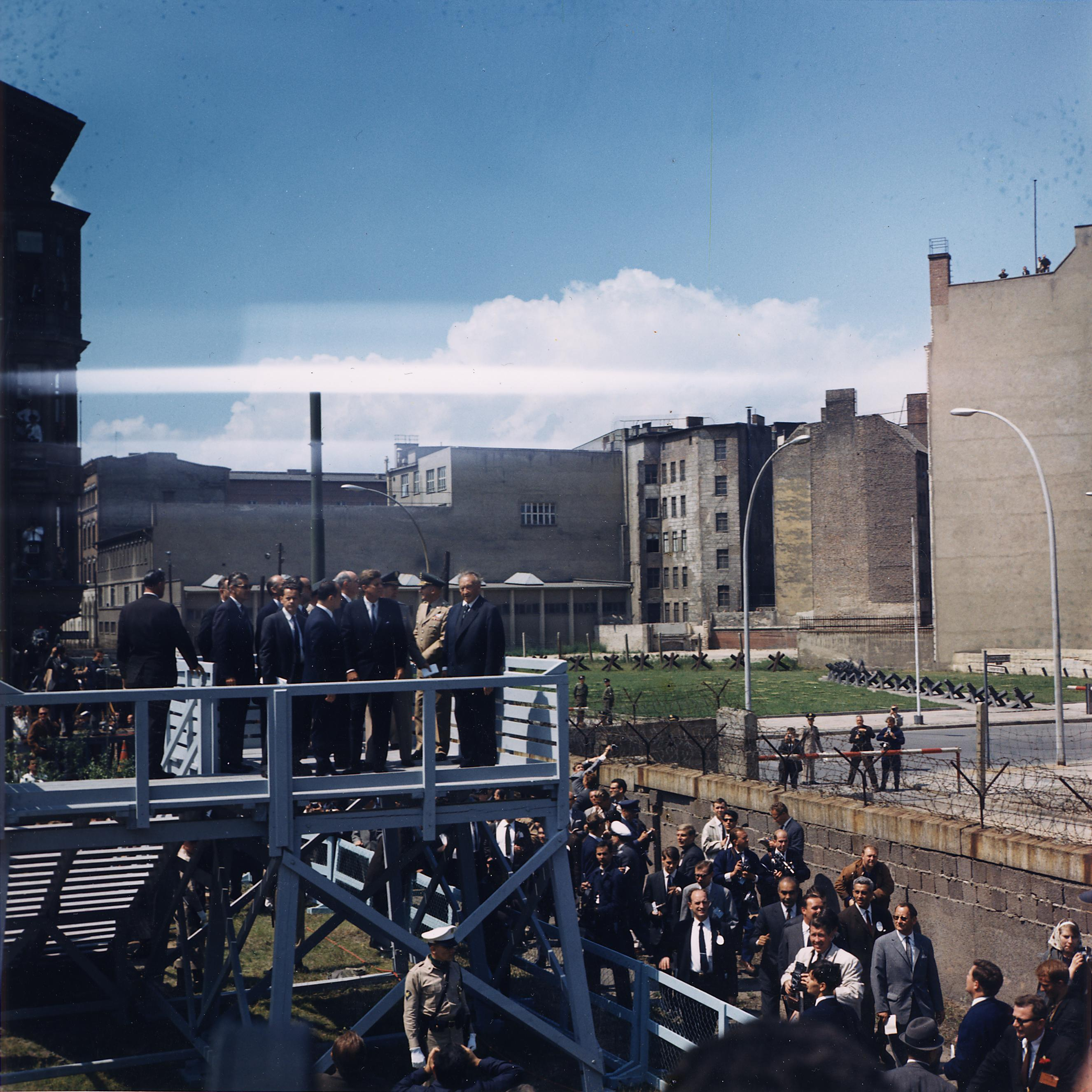
Președintele John F. Kennedy în vizită la Zidul Berlinului (26 iunie 1963)

John F. Kennedy a acceptat, într-un discurs din 25 iulie 1961, că Statele Unite nu pot decât spera să poată apăra vest-berlinezii și pe germanii occidentali. Încercarea de a se opune est-germanilor ar fi dus la un eșec stânjenitor. Astfel, administrația americană a protestat slab, formal, prin canalele obișnuite, dar fără vigoare, deși Zidul era o violare a înțelegerilor postbelice care permiteau Aliaților occidentali să supravegheze administrarea întregului Berlin. La câteva luni după construirea barierei de sârmă ghimpată, guvernul USA a informat autoritățile sovietice că va accepta Zidul ca pe un "fapt al vieții internaționale" pe care nu va încerca să-l schimbe cu forța.
Guvernul est-german a pretins că Zidul ar fi fost o "barieră de protecție antifascistă" ("antifaschistischer Schutzwall"), ridicată cu intenția de a descuraja agresiunea occidentală. Această poziție a fost privită cu scepticism chiar și în Germania Răsăriteană, în timp ce în Germania Occidentală era privită ca măsură de stopare a exodului, ceea ce era mai aproape realitate. Zidul a provocat numeroase suferințe familiilor divizate între est și vest.

### Efecte secundare
Era clar că moralul vest-german trebuia ridicat, de vreme ce viabilitatea Berlinului Occidental era grav amenințată. Dacă Berlinul ar fi căzut, după toate eforturile podului aerian, cum s-ar fi putut încrede vreunul dintre Aliați în Statele Unite? Pe de altă parte, în fața unei amenințări sovietice serioase, o enclavă ca Berlinul Occidental nu putea fi apărată decât cu armele nucleare. De aceea, se impunea ca americanii să facă o demonstrație de forță, care să arate sovieticilor că nu pot împinge lucrurile mai departe.
În consecință, generalul Lucius D. Clay, care se bucura de un mare respect în rândurile berlinezilor după ce a condus cu succes eforturile americanilor din timpul podului aerian 1948-1949, și care era cunoscut că are o atitudine foarte fermă față de sovietici, a fost trimis la Berlin ca fiind consilier al președintelui american, având gradul diplomatic de ambasador. Generalul și vicepreședintele Lyndon B. Johnson au aterizat pe Aeroportul Internațional Tempelhof în după-amiaza zilei de sâmbătă 19 august 1961.
Ei au ajuns într-un oraș apărat de ceea ce avea să fie cunoscută ca "Brigada Berlin", formată din grupurile de luptă al II-lea și al III-lea și o companie de blindate. Fiecare grup de luptă era încadrat cu 1.362 de soldați și ofițeri. În 16 august 1961, Kennedy a dat ordinul întăririi Brigăzii Berlin. În dimineața zilei de 19 august a fost adus și grupul de luptă nr. 1.
În dimineața zilei de duminică, 20 august 1961, 491 de vehicule care transportau 1.500 de oameni în cinci coloane de marș au părăsit punctul de control Helmstedt-Marienborn la 06:34. La Marienborn, la punctul sovietic de control de lângă Helmstedt, personalul american a fost numărat de militarii aflați de gardă. Coloana avea 160 km lungime și a acoperit distanța de 177 km dintre Marienborn și Berlin în formație completă de luptă, în timp ce polițiștii est-germani de la circulație urmăreau coloana din spatele pomilor de-a lungul autostrăzii. Capul convoiului a ajuns la Berlin la prânz, fiind întâmpinat de Clay și Johnson, mai înainte de a defila pe străzile Berlinului prin fața unei mulțimi entuziasmate. La ora 4:00 a.m. a zilei de luni 21 august, Lyndon Johnson a lăsat Berlinul Occidental, vizibil întărit, în mâinile generalului Frederick O. Hartel și a brigăzii sale care număra acum 4.224 de ofițeri și trupă. La fiecare trei luni în următorii trei ani și jumate, un batalion american nou era trimis în Berlinul Occidental pe autostradă pentru a face o demonstrație a voinței aliate de a-și folosi drepturile fără contenire.
Crearea Zidului a avut implicații profunde pentru ambele Germanii. Prin stoparea exodului către Occident, guvernul est-german a fost capabil să recâștige controlul asupra țării. Zidul a devenit un simbol de referința al propagandei anticomuniste occidentale, în special după împușcarea unor indivizi care încercaseră să traverseze bariera. Aceste acte de împușcare a fugarilor au fost considerate crime după unificarea Germaniei. În 1987, Ronald Reagan a ținut un faimos discurs la Poarta Brandenburg, în timpul căruia l-a provocat pe Mihail Gorbaciov să "dărâme acest Zid". În Germania Occidentală, exasperată de faptul că Aliații occidentali nu au făcut nimic să prevină ridicarea Zidului, a fost inițiată politica Ostpolitik de reapropiere de Est, într-un efort de stabilizare și normalizare a relațiilor dintre cele două Germanii.

## Traseul și modificările ulterioare

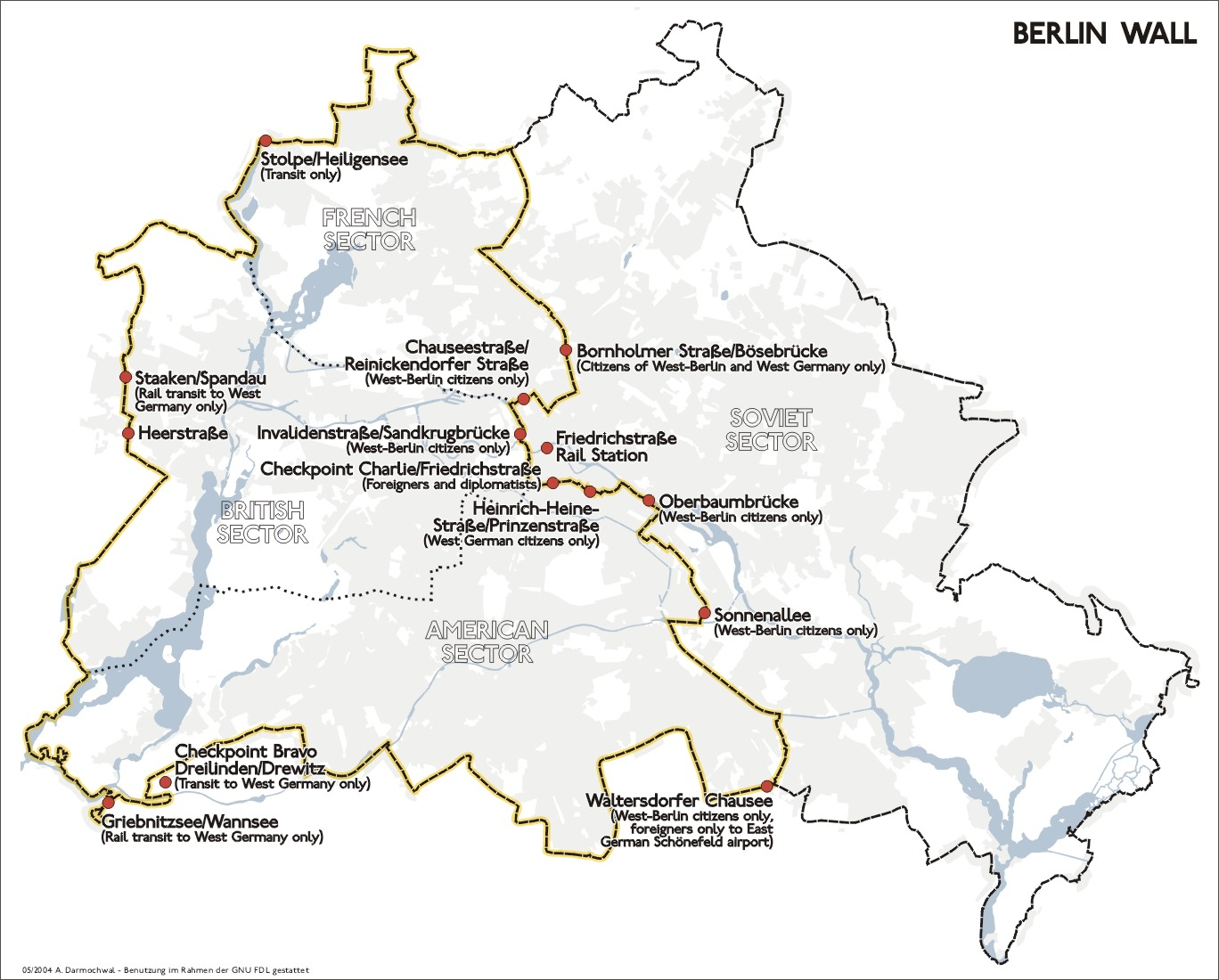
Poziția și traseul Zidului Berlinului și punctele de control (1989)

Zidul avea peste 155 km lungime. În iunie 1962, a început lucrările la un al doilea gard paralel, la o distanță de până la 90 m înspre interior, casele cuprinse în această fâșie fiind demolate, iar locatarii mutați la alte adrese. A fost creat un teritoriu al nimănui între cele două bariere, cunoscut în scurtă vreme ca "fâșia morții". Fâșia era pavată cu nisip greblat cu grijă, ceea ce făcea foarte ușor de sesizat urmele pașilor unor eventuali evadați. Zona nu oferea nicio posibilitate de camuflare, era minată și împânzită cu capcane din sârmă și, cel mai important, oferea un câmp de tragere vast pentru gărzile care păzeau Zidul.
De-a lungul timpului, Zidul a trecut prin patru faze de construcție:
1. Gardul din sârmă ghimpată de bază (1961)
2. Gardul din sârmă ghimpată îmbunătățit (1962-1965)
3. Zidul din beton (1965-1975)
4. Grenzmauer 75 (Zidul de graniță 75) (1975-1989)

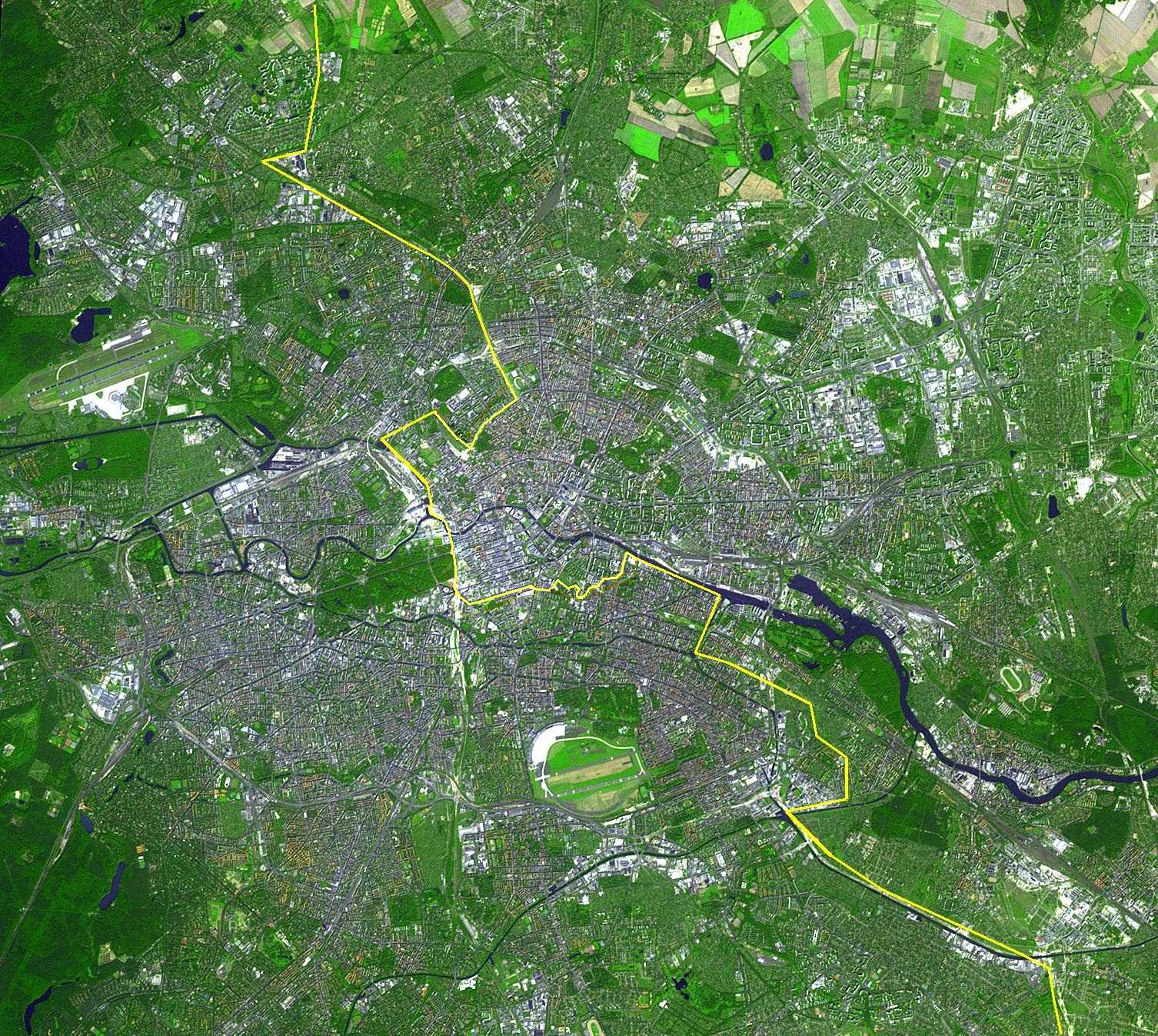
Imagine din satelit a Berlinului, cu locația Zidului marcată cu galben.

"Zidul celor patru generații", numit în mod oficial "Stützwandelement UL 12.11"(Elementul zidului de siguranță UL 12.11), a fost ultima și cea mai sofisticată versiune a Zidului. Început în 1975 și finalizat prin 1980, a fost construit din 45.000 de secțiuni din beton armat, fiecare având 3,6x1,2 m, totul la un cost de 16.155.000 mărci est-germane. Pe creasta Zidului era montată o țeavă lustruită, ceea ce ar fi trebuit să facă și mai grea escaladarea sa. Zidul era întărit cu garduri din plasă, senzori de mișcare, șanțuri împotriva vehiculelor, garduri din sârmă ghimpată, 116 turnuri de pază și 20 de bunkere. Acesta este Zidul cel mai des văzut în poze, iar bucățile din Zid care se mai află în Berlin sau altundeva în lume sunt bucăți ale celei de-a patra generații a acestei construcții.

## Utilizarea și traversarea oficială
Au existat opt puncte de trecere oficiale a Zidului, care permiteau vizitele germanilor din vest, occidentalilor și personalului aliat în Berlinul Răsăritean, precum și vizitele germanilor democrați în Berlinul Apusean (după obținerea unui permis corespunzător). Aceste puncte de trecere erau destinate în mod separat diferitelor categorii de persoane care le puteau traversa: est-germani, vest-germani și alte țări. Cel mai faimos a fost Friedrichstraße (Checkpoint Charlie), care era destinat numai personalului aliat și cetățenilor negermani.
Au mai existat și alte puncte de trecere între Berlinul Occidental și Germania Răsăriteană. Acestea puteau fi folosite la tranzitul între Germania Occidentală și Berlinul de Vest, pentru tranzitul către vecinii RDG-ului, (Polonia, Cehoslovacia și Danemarca), pentru intrarea cetățenilor est-germani în Berlinul Occidental (numai cu aprobare) și pentru vizitarea Germaniei Răsăritene de către cetățenii vest-berlinezi. După înțelegerile din 1972, au fost deschise noi puncte de trecere pentru transportul gunoiului vest-berlinez în gropile de gunoi RDG-iste, ca și unele puncte de trecere pentru accesul la exclavele vest-berlineze. (Vezi și: Steinstücken).

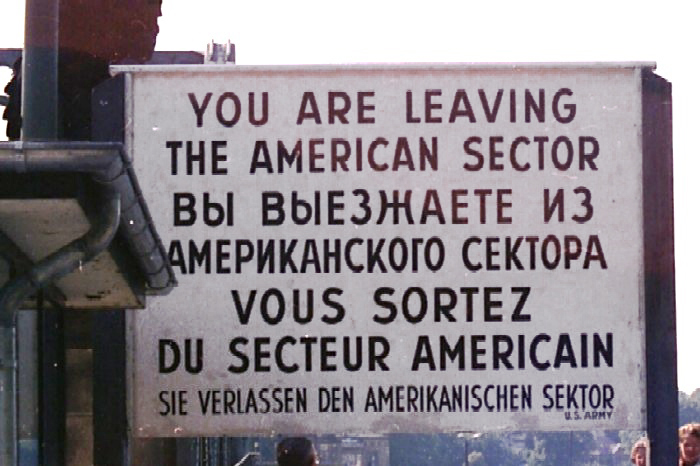
Faimoasele inscripții (englezește, rusește, franțuzește și nemțește): "Părăsiți sectorul american...

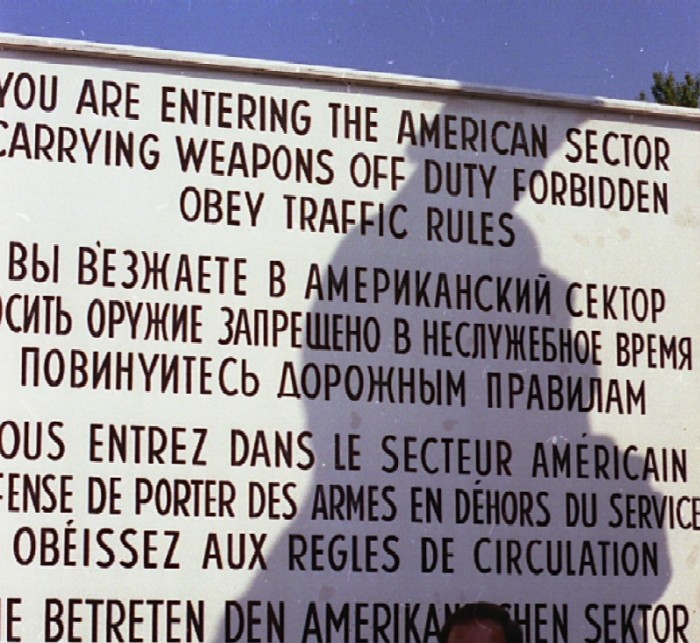
... intrați în sectorul american. Interzis să aveți la voi arme, în afara serviciului. Supuneți-vă regulilor rutiere."

În cea mai mare parte a istoriei Zidului, personalul militar, oficialii și diplomații aliați au putut intra în Berlinul Răsăritean fără control al pașapoartelor. De asemenea, patrulele sovietice puteau pătrunde fără restricții în Berlinul Apusean. Acestea au fost una dintre cerințele înțelegerilor postbelice ale celor patru puteri învingătoare. La început, vest-berlinezii erau supuși unor restricții severe, toate punctele de trecere fiind închise pentru aceștia, între 26 august 1961 și 17 decembrie 1963. În septembrie 1972, formalitățile de călătorie ale vest-berlinezilor au fost mult simplificate, ca urmare a înțelegerii dintre cele patru puteri. Vest-berlinezilor le era permis să folosească numai 12 puncte de control.
Patru autostrăzi legau RFG-ul de Berlinul Occidental, cea mai cunoscută fiind Berlin-Helmstedt autobahn, care intra în RDG la Helmstedt (Checkpoint Alpha) și ajungea la Berlin la Dreilinden (Checkpoint Bravo), în partea de sud-vest a orașului. În Berlinul de Vest se mai putea ajunge cu trenul (patru linii) și pe apă, folosind rețeaua de canale și râuri.
Străinii traversau frecvent, în mod legal, Zidul, valuta lor forte fiind bine primită în RDG. Turiștii străini erau atent controlați atât la venire, cât și la plecare. De obicei, mașinile erau controlate cu ajutorul unor oglinzi mobile pentru a împiedica evadarea unor est-germani agățați de șasiele automobilelor.
Unul dintre locurile pe unde vest-berlinezii puteau traversa Zidul era stația de metrou Friedrichstraße. Când a fost ridicat Zidul, complexa rețea berlineză de transport public, (S-Bahn și U-Bahn) a fost întreruptă. unele dintre linii au fost tăiate în două, iar multe stații au fost închise. Trei linii vest-berlineze treceau prin sectorul răsăritean, traversând stații fantomă (Geisterbahnhöfe), fără să oprească.
Toate liniile de metrou convergeau spre Friedrichstrasse, care a devenit un punct de maximă importanță pentru tranzitul între cele două jumătăți ale orașului pentru cei care aveau permisiunea să traverseze frontiera.

### Tentativele de evadare
În timpul existenței Zidului, au fost aproximativ 5.000 de tentative de evadare din Berlinul Rasăritean, încununate de succes. Diferitele rapoarte apreciază că numărul celor morți în timpul tentativelor de trecere a Zidului ar fi între 192 și 239 de persoane. Mulți alții au fost răniți când încercau să evadeze.
Primele tentative reușite de evadare au fost acelea ale persoanelor care au sărit peste gardul de sârmă ghimpată, sau care au sârit de la ferestrele apartamentelor de-a lungul liniei de demarcație, dar astfel de încercări au fost zădărnicite de modernizarea Zidului. Tentativele încununate de succes de mai târziu au inclus: evadarea prin tunele săpate pe sub zid; traversarea acestuia agățați de cablurile aeriene; zborul cu avioane altraușoare. A fost, de asemenea, un caz al unei persoane care a reușit să se strecoare cu o mașină sport joasă, pe sub bariera de la Checkpoint Charlie.
O tentativă, încununată de succes, de evadare pe calea aerului a fost cea a lui Thomas Kruger, care a folosit un avion ușor Zlin Z-42M al Gesellschaft für Sport und Technik (o organizație de pregătire militară a tineretului est-german) și a aterizat pe aeroportul militar britanic Gatow. Acest avion, cu numărul de înmatriculare DDR-WOH, a fost demontat și returnat est-germanilor de autoritățile militare britanice având pictate pe fuselaj lozinci ironice precum "Wish you were here (Am fi dorit să fiți și voi aici)" și "Come back soon (Vino repede înapoi)". Avionul DDR-WOH, cu un alt număr de înregistrare, mai zboară și azi în Germania.
Cea mai cunoscută tentativă eșuată de evadare a fost cea a lui Peter Fechter, care a fost împușcat și lăsat să sângereze până la moarte în fața martorilor occidentali (inclusiv din presă), pe 17 august 1962. Ultima persoană împușcată în timp ce încerca să traverseze granița a fost Chris Gueffroy, pe 6 februarie 1989.

## Căderea Zidului în 1989

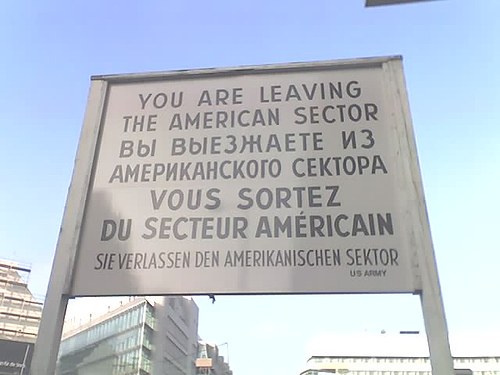
Semnul de la Checkpoint Charlie (2005)

Pe 23 august 1989, Ungaria comunistă a ridicat restricțiile de frontieră la granița cu Austria. În septembrie, mai mult de 13.000 de turiști est-germani din Ungaria trecuseră în Austria. În toamna anului 1989, în Germania Răsăriteană au avut loc demonstrații de masă antiguvernamentale. Liderul est-german Erich Honecker a demisionat, în 18 octombrie 1989, și a fost înlocuit de Egon Krenz câteva zile mai târziu. Honecker proorocise în ianuarie același an că Zidul avea să mai stea în picioare "încă 100 de ani", dacă niciuna dintre condițiile care au generat construcția lui nu avea să se schimbe. A greșit cu aproape 99 de ani.
Noul guvern a hotărât să permită est-berlinezilor să primească vize pentru a vizita Germania Occidentală. Günter Schabowski, ministrul german al propagandei, a avut sarcina să anunțe această hotărâre. El fusese în vacanță, cu ceva timp mai înainte, și nu a fost nici un moment foarte familiarizat cu noile prevederi. La scurtă vreme după conferința de presă din 9 noiembrie 1989, ministrului i-a fost înmânată o notă care se spunea că le este permisă trecerea graniței est-berlinezilor, dacă au viza legală, dar nu i-au fost date instrucțiuni mai detaliate. În mod normal, ar fi trebuit să treacă câteva zile până când să fie conceput un nou regulament care să fie, de asemenea, transmis trupelor de grăniceri. Schabowski nu a fost însă informat asupra acestor amănunte și, după citirea sus-numitei note la conferința de presă, atunci când a fost întrebat când va intra în vigoare noile prevederi, el a răspuns: "După câte știu eu, intră în vigoare imediat, chiar acum".
Zeci de mii de est-berlinezi au auzit în direct declarația lui Schabowski la televiziunea est-germană și au luat cu asalt toate punctele de control, pretinzând să intre neopriți în Berlinul Occidental. Grănicerii, depășiți numeric și nedumeriți, au dat numeroase telefoane superiorilor lor, dar, în scurtă vreme, a devenit clar că nu exista nicio posibilitate de stăvilire a mulțimilor de est-berlinezi fără folosirea armelor de foc. Cum nimeni nu dorea să-și asume o asemenea responsabilitate, grănicerii au deschis barierele punctelor de trecere, lăsând mulțimea să treacă după un control sumar sau chiar fără de nicio formalitate. Mulțimile de est-berlinezi aflați în extaz au fost întâmpinate într-o atmosferă euforică de vecinii lor din vest, barurile din preajma graniței făcând cinste noilor veniți. Ziua de 9 noiembrie este, astfel, sărbătorită ca zi a Căderii Zidului. În zilele următoare, berlinezii au venit la Zid cu baroase pentru a smulge suveniruri, reușind să dărâme porțiuni întregi ale barierei în acest timp. Acești oameni au câștigat porecla de "Mauerspechte" (ciocănitori de zid).
Regimul est-german a anunțat deschiderea a 10 noi puncte de trecere în următoarele săptămâni, inclusiv în anumite puncte simbolice (Potsdamer Platz, Glienicker Brücke, Bernauer Straße). Mulțimi de ambele părți ale frontierei au așteptat la aceste puncte cu orele, ovaționând buldozerele care redeschideau vechile străzi blocate. Fotografii făcute în aceste momente sunt în mod greșit etichetate "demontarea Zidului", deși era vorba numai de construirea unor noi puncte de trecere, inclusiv pe a celui mai faimos punct de trecere, Poarta Brandenburg, pe 22 decembrie 1989.
Vest-germanii și est-berlinezii aveau permisiunea să călătorească liber începând din 23 decembrie 1989. Până în acel moment au existat anumite restricții: necesitatea obținerii unei vize cu câteva zile mai înainte de efectuarea vizitei și schimbarea în moneda est-germană a 25 de mărci vest-germane pentru fiecare zi de ședere în RDG. De aceea, est-germanii au călătorit "mai liber" decât cei vestici între 9 noiembrie și 23 decembrie.
Din punct de vedere tehnic, Zidul a mai fost păzit încă ceva vreme după 9 noiembrie. În primele săptămâni, soldații est-germani au încercat să repare porțiunile distruse de "Mauerspechte". Până la urmă, aceste tentative au fost abandonate, grănicerii tolerând demolările și trecerile "neautorizate" prin găurile făcute. Pe 13 iunie 1990, armata est-germană a început demolarea oficială a Zidului cu porțiunea din Bernauer Straße. Pe 1 iulie, ziua în care Germania Răsăriteană a adoptat moneda vest-germană, toate punctele de control și-au încetat existența, iar frontiera intergermană a devenit doar o amintire. Demontarea rămășițelor zidului a continuat să fie efectuată de subunități militare ale reunitei Bundeswehr și a durat până în noiembrie 1991. Au rămas în picioare numai câteva secțiuni scurte ale zidului și câteva turnuri de pază pentru aducere-aminte.
Căderea Zidului Berlinului a fost primul pas către reunificarea Germaniei, care s-a încheiat, în mod oficial, la 3 octombrie 1990.

### Sărbătorirea căderii Zidului

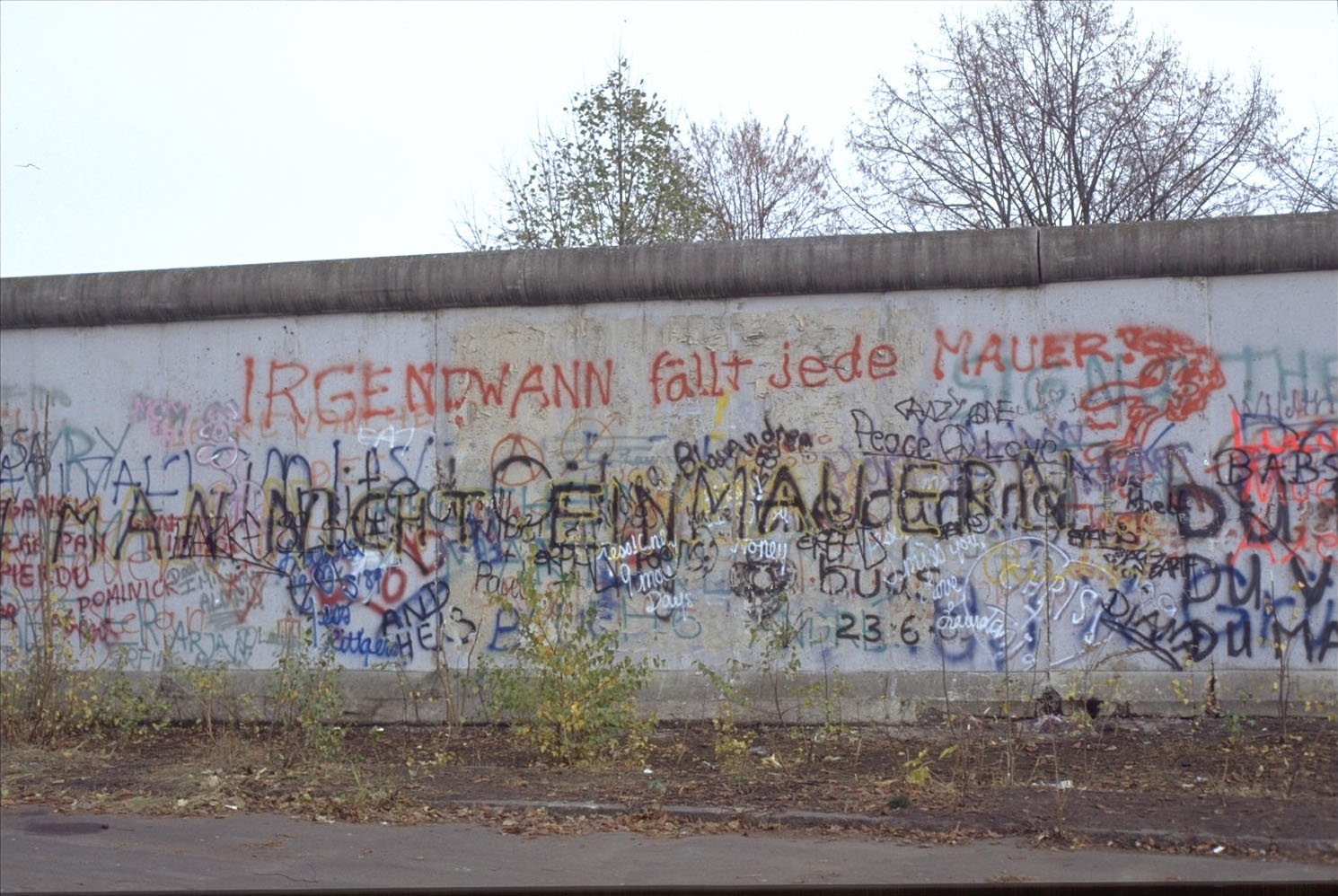
"Irgendwann fällt jede Mauer"
- Până la urmă, orice zid cade

În 25 decembrie 1989, Leonard Bernstein a dat un concert, sărbătorind, astfel, sfârșitul Zidului. El a dirijat, printre altele, Simfonia a IX-a a lui Ludwig van Beethoven (Oda bucuriei), având schimbat cuvântul cântat de cor "bucurie" (Freude) în "libertate" (Freiheit). Roger Waters a cântat albumul formației Pink Floyd The Wall în Potsdamer Platz pe 21 iulie 1990, având ca oaspeți pe Scorpions, Bryan Adams și Van Morrison. David Hasselhoff a interpretat cântecul său "Looking for Freedom", care era foarte popular în acel moment, stând pe creasta Zidului.
Unii germani au considerat că ziua de 9 noiembrie este potrivită pentru a fi decretată sărbătoare națională în Germania, pentru faptul că a marcat atât apogeul revoluției pașnice est-germane, cât și proclamarea primei republici germane, Republica de la Weimar, în 1918. Totuși, 9 noiembrie este ziua pogromului mârșav Kristallnacht din 1938 și, de aceea, a fost aleasă ziua de 3 octombrie. În parte, această decizie a fost luată deoarece guvernul est-german dorea să încheie reunificarea mai înainte de a XLI-a aniversare a înființării Republicii Democrate Germane – 7 octombrie 1990.

### Urmări și implicații

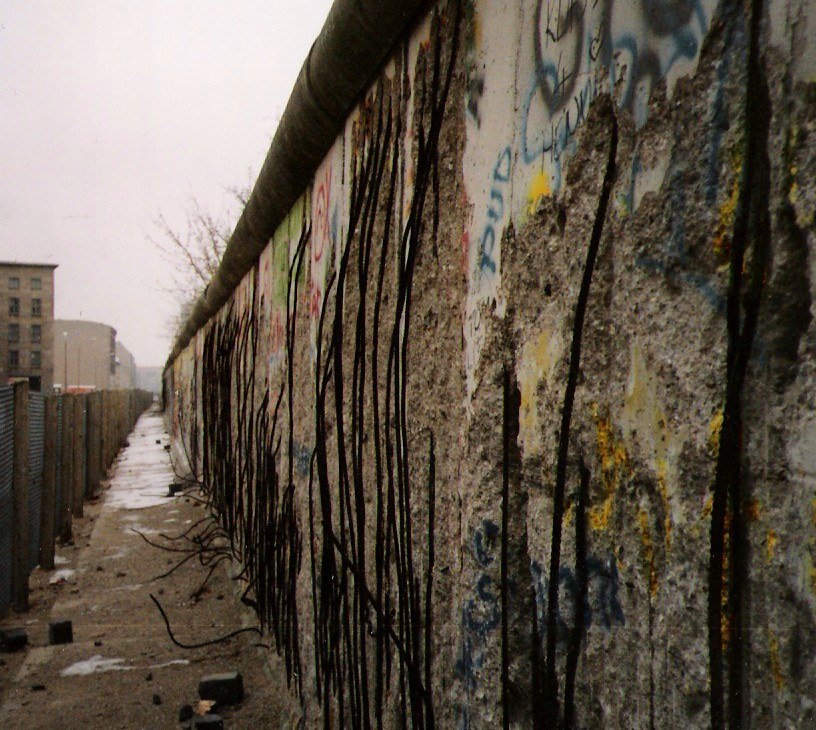
Aproape toate rămășițele Zidului au fost tăiate și îndepărtate. Fotografie din 1990.

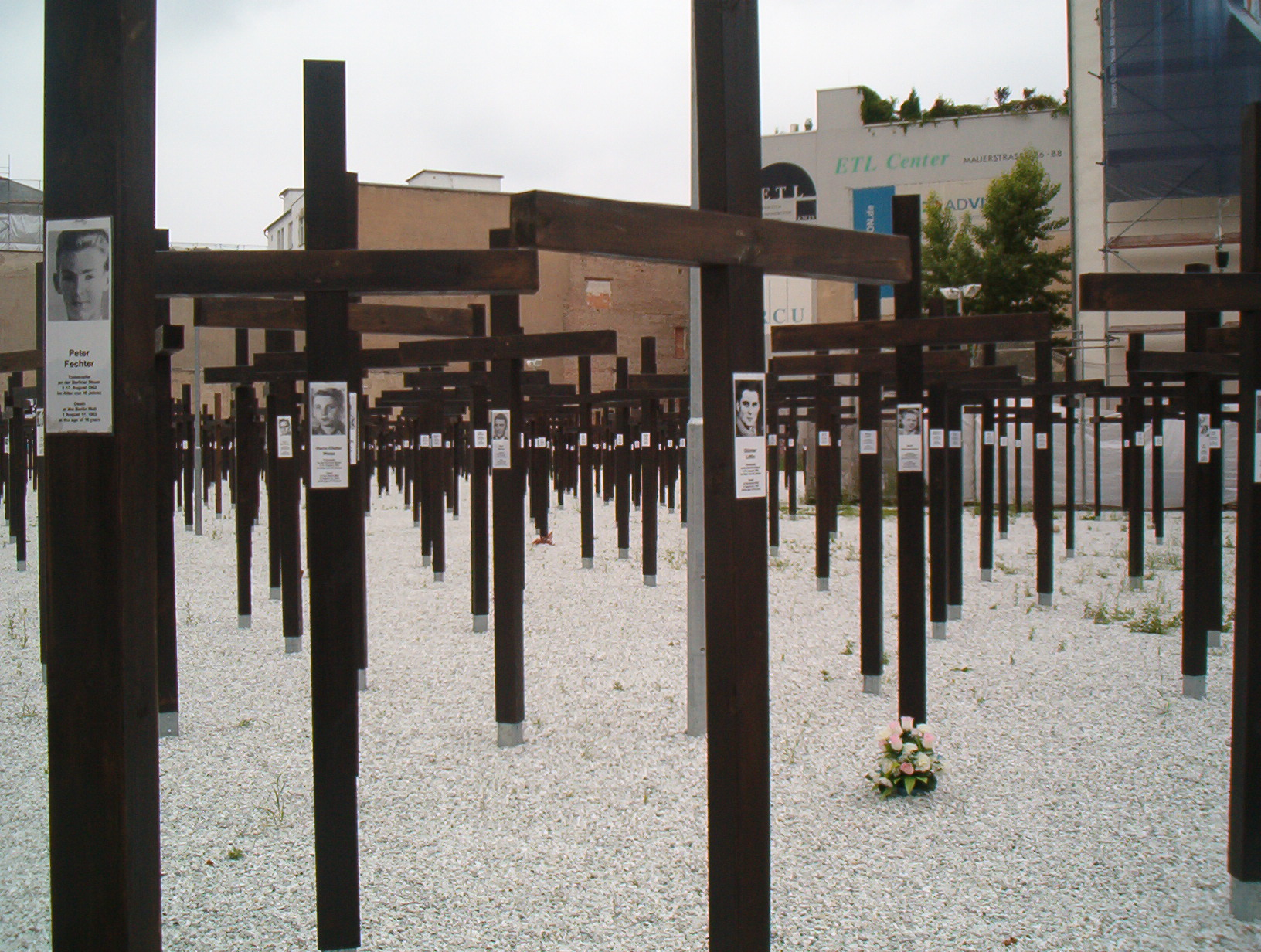
Un memorial din peste 1.000 de cruci și un fragment de zid în amintirea celor care au încercat zadarnic să fugă înspre Vest, peste Zid.

Căderea Zidului a schimbat, în mod decisiv, traficul în oraș și circulația M-Bahn.

## Moștenire
A mai rămas foarte puțin din fostul Zid al Berlinului, care a fost distrus aproape peste tot, cu excepția a trei locații: o secțiune de 80 m lângă Potsdamer Platz; o secțiune mai lungă de-a lungul râului Spree, lângă Oberbaumbrücke, poreclită și Galeria din cartierul de est și o a treia bucată la nord de Bernauer Straße, transformată în monument. Chiar și bucățile lăsate în picioare nu mai seamănă cu vechiul Zid; sunt foarte deteriorate de încă mulții amatori de suveniruri), iar pe partea răsăriteană sunt numeroase graffiti, ceea ce, în mod evident, nu ar fi fost cu putință atâta vreme cât exista paza înarmată a grănicerilor est-germani. Până în momentul reunificării, existau graffiti numai pe partea apuseană a Zidului. Bucăți din Zid, cu sau fără certificat de autenticitate, sunt vândute amatorilor de suveniruri prin diferite sisteme on line sau prin poștă. 

### Muzeul
Cincisprezece ani după prăbușirea Zidului, un muzeu privat a reconstruit 200 m din fosta barieră, în apropiere de Checkpoint Charlie, deși pe o altă locație decât cea originală. Același muzeu a ridicat un monument, format din peste 1.000 de cruci, în memoria tuturor celor care au murit încercând să fugă din RDG. Memorialul a fost ridicat în octombrie 2004 și a fost demolat în iulie 2005.